# سوغاتی (ترانه)
«سوغاتی» نام ترانه‌ای از هایده، خواننده ایرانی است که جزو ترانه‌های محبوب موسیقی پاپ ایرانی به‌شمار می‌رود که در سال ۱۳۵۵ در تهران ساخته شده‌است. این ترانه را اردلان سرفراز سروده‌است و آهنگ‌سازی و تنظیم آن به ترتیب توسط محمد حیدری و ناصر چشم‌آذر انجام شده‌است. ناشر ترانه شرکت «آرگامان» است که پیش از انقلاب ۱۳۵۷ در ایران فعالیت داشت.
به جز ضبط استودیویی، هایده این ترانه را در بسیاری از اجراهای زنده خود نیز خواند؛ یکی از این اجراها، اجرا در کنسرت نوروز ۱۳۶۵ در رویال آلبرت هال لندن با تنظیم و رهبری فرنوش بهزاد است.
محمد حیدری در فیلم مستند سخن از هایده، ساخت این اثر را به ترانه «چراغ» با شعری از اردلان سرفراز و با صدای مهستی پیوند می‌دهد و می‌گوید که «سوغاتی» نیز قرار بود با صدای مهستی اجرا شود ولی به یاد ندارد که چگونه توسط هایده خوانده شد.

## ساختار و سبک
«سوغاتی» توسط اردلان سرفراز سروده شده و توسط محمد حیدری تهیه‌کنندگی شده‌است که در سال ۱۳۵۵ در تهران انتشار یافت. سبک این ترانه، پاپ ایرانی است و صدای هایده در این ترانه، کنتر آلتو است.

## شعر ترانه
وقتی میای صدای پات از همه جاده‌ها میاد
انگار نه از یه شهر دور که از همه دنیا میاد
تا وقتی که در وا میشه لحظه دیدن می‌رسه
هر چی که جاده‌س رو زمین به سینه من می‌رسه آه*
ای که تویی همه کسم بی تو می‌گیره نفسم
اگه تو رو داشته باشم به هر چی می‌خوام می‌رسم
به هر چی می‌خوام می‌رسم
وقتی تو نیستی قلبمو واسه کی تکرار بکنم؟
گل‌های خواب‌آلوده رو واسه کی بیدار بکنم؟
واسه کبوترای عشق دست کی دونه بپاشه؟ *
مگه تن من می‌تونه بدون تو زنده باشه؟
ای که تویی همه کسم بی تو می‌گیره نفسم
اگه تو رو داشته باشم به هر چی می‌خوام می‌رسم
به هر چی می‌خوام می‌رسم
عزیزترین سوغاتیه غبار پیراهن تو
عمر دوباره منه دیدن و بوییدن تو
نه من تو رو واسه خودم نه از سر هوس می‌خوام
عمر دوباره منی تو رو واسه نفس می‌خوام
ای که تویی همه کسم بی تو می‌گیره نفسم
اگه تو رو داشته باشم به هر چی می‌خوام می‌رسم
به هر چی می‌خوام می‌رسم
- به گفته محمد حیدری در گفتگو با «بهترین‌های هایده» در شبکه من‌وتو این نُت «آه» توسط خود هایده به متن ترانه اضافه شده و او به‌عنوان آهنگساز نقشی در این قسمت نداشته‌است.
- در اجرای اصلی اشتباهاً خوانده شد «دست کبوترای عشق واسه کی دونه بپاشه.» اخیراً نسخه‌ای از آهنگ که در تهران ضبط شده بود، از آرشیو ناصر چشم‌آذر پخش شد که در آن به شکل صحیح خوانده شده‌است؛ که بند صحیح بدین شرح است: «واسه کبوترای عشق دست کی دونه بپاشه» *

## بازخوانی ترانه سوغاتی توسط دیگران
این ترانه در سال‌های پس از درگذشت هایده، بارها توسط خوانندگان دیگر مانند شکیلا، هنگامه، شینی به‌یاد هایده و با صدای علی لهراسبی و رضا صادقی بازخوانی شده‌است. پرویز رحمان‌پناه نیز «سوغاتی» را برای تار و سازهای الکترونیکی تنظیم، اجرا و ضبط کرده ولی این نسخه منتشر نشده‌است. فرید فرجاد و بهروز پناهی (نوازندگان ویولن) نیز در دو آلبوم خود این ترانه را نواخته‌اند.
همچنین خواننده دو ملیتی یاسمین لوی نیز این ترانه را با همین سبک و به زبان عبری اجرا کرده‌است
با اجازه اردلان سرفراز در تاریخ ۱ مرداد ۱۳۹۷ به مهران مدیری ایشان فقط در کنسرت زنده خود اجازه استفاده از این اثر را پیدا کردند.
همچنین این ترانه در سکانسی از فیلم پل چوبی توسط برزو ارجمند بارخوانی شد.